# Bistum Jardim
Das Bistum Jardim (lat.: Dioecesis Viridariensis) ist eine in Brasilien gelegene römisch-katholische Diözese mit Sitz in Jardim im Bundesstaat Mato Grosso do Sul.

## Geschichte
Das Bistum Jardim wurde am 30. Januar 1981 durch Papst Johannes Paul II. mit der Apostolischen Konstitution Spiritalibus necessitatibus aus Gebietsabtretungen des Bistums Corumbá errichtet und dem Erzbistum Campo Grande als Suffraganbistum unterstellt.

## Bischöfe von Jardim
- Onofre Cândido Rosa SDB, 1981–1999
- Bruno Pedron SDB, 1999–2007, dann Bischof von Ji-Paraná
- Jorge Alves Bezerra SSS, 2008–2012, dann Bischof von Paracatu
- João Gilberto de Moura, 2013–2024, dann Bischof von Lins
- Sedisvakanz, seit 2024